# Mooseckhöhe
Die Mooseckhöhe ist ein 2129 m ü. A. hoher Berg in der Goldberggruppe der Zentralalpen im österreichischen Bundesland Salzburg.

## Lage und Umgebung
Der Gipfel der Mooseckhöhe erhebt sich an der Gemeindegrenze zwischen Dorfgastein im Osten und Rauris im Westen. Zu den Bergen in der Umgebung zählen der 2154 m ü. A. hohe Kar-Katzenkopf im Nordwesten, der 2084 m ü. A. hohe Tagkopf im Osten und das 2045 m ü. A. hohe Wetterkreuz im Süden. Im Tal zwischen der Mooseckhöhe und dem Tagkopf hat der Präaualmbach, ein linksseitiger Nebenbach des Luggauer Bachs, seinen Ursprung. Hier verläuft auch der Weitwanderweg Salzburger Almenweg. Zwei Almen auf der Mooseckhöhe sind die zur Ortschaft Luggau gehörende Präaualm an den südöstlichen Hängen und die zur Ortschaft Marktrevier gehörende Mooseckalm an den westlichen Hängen.

## Geologie
In geologischer Hinsicht ist die Mooseckhöhe von Phyllit, Quarzit und Brekzien des Tauernfensters (Penninikum) geprägt.

## Fauna und Flora
An den westlichen Hängen in Gipfelnähe erstreckt sich eine Gamswild-Ruhezone, die von 1. Dezember bis 31. Mai nicht betreten werden darf. Im alpinen Ödland westlich des Gipfels findet sich eine Flur mit Heidelbeeren. An den östlichen Hängen gedeihen abschnittsweise Grünerlen-Buschwälder und Kleinseggenriede.

## Geschichte
Eine kleine Kupfer-Lagerstätte und eine kleine Pyrrhotin-Kupfer-Lagerstätte auf der Mooseckhöhe wurden im 18. Jahrhundert ausgebeutet.